# Băilești
Băilești (pronunciació en romanès: [bə.iˈleʃtʲ]) és una ciutat del comtat de Dolj, Oltènia, Romania, amb una població de 17.537 habitants al 2011. Un poble, Balasan, és administrat per la ciutat.
Aquí van néixer l’actor i humorista romanès Amza Pellea i l’actor i actor de teatre romanès Marcel Iureș i també Adriana Nechita, Georgiana Ciuciulete i Valerică Găman.

## Història
Durant la Primera Guerra Mundial, 156 persones de Băilești van morir al camp de batalla; el 1924 l'escultor Iordănescu va construir el monument dels herois de Băilești en honor seu. Durant la Segona Guerra Mundial, 108 ciutadans de Băilești van morir al camp de batalla.
El 2001, Băilești va ser declarat municipi. La ciutat s'ha anat expandint durant els darrers anys; s'han construït diversos centres comercials, mentre que s'han restaurat bancs i edificis antics.